# Gaál József (festő)
Gaál József (Tahitótfalu, 1960. április 30. –) magyar Munkácsy Mihály-díjas festő, grafikus, szobrász, művészeti író, egyetemi docens.

## Életrajza
Tanulmányait 1979 és 1986 között Magyar Képzőművészeti Főiskola sokszorosító grafika szakán végezte, mesterei Kocsis Imre, Raszler Károly és Rozanits Tibor voltak. Művészeti rajz, szerkesztő- és ábrázoló geometria, valamint művészettörténet szakos középiskolai tanári diplomát szerzett. Egykoron a salgótarjáni és a makói művésztelepeken dolgozott, rendszeresen állítja ki műveit főiskolás kora óta. 1983 óta kiállító művész, 1987-1993 közt Ferenczy István rajzkörben tanított, 1993 óta tanít a Magyar Képzőművészeti Egyetemen, 1993-1996 közt a Vizuális Nevelés Tanszéken, 1996 óta a Festő Tanszéken, közben 1999-2005 közt a Zebegényi Szőnyi István Képzőművészeti Szabadiskolában festő tanár. A festészet mellett grafikával, szobrászattal és írással is foglalkozik: szépirodalmi és művészetkritikai jellegű munkákat publikál.
A 2010-es Kommentárok a lényeghez című BumBum nevű galériában tartott csoportos kiállításhoz, amelyben Gaál József munkái is szerepeltek, feltehetően az egyik kurátor írásbeli véleményt is fűzött:
„A kortársművészeti kiállításokat elárasztotta a bla-bla, a semmitmondó, üres ál-művészet, ami felett kurátorok és művészettörténészek hada polemizál az érdeklődők számára érthetetlen, sajátos nyelvezettel, művészetnek titulálva a dekorációt, piedesztálra emelve „barkács művek” tömegét. A nagy kérdések, fontos felvetések elmismásolása jellemző az egész nyugati mentalitásra, ez létérdeke a mindent felfaló „fejlődésnek”. Álproblémák, felesleges kérdések, hamis válaszok, pedig a ruha alatt ugyanaz az ember szorong és teszi fel kérdéseit magának és a mindenségnek évezredek óta. A BUMBUM kiállítása a lényeget keresők műveiből válogat.”

## Kiállítások (válogatás)

### Egyéni
- 1984 • Növény, Bercsényi 28-30. Galéria, Budapest
- 1985 • Kollázsok, Galéria 11, Budapest • Eötvös Klub, Budapest
- 1986 • Barcsay Terem, Budapest
- 1988 • Hincz Gyűjtemény, Vác • Szerb templom, Balassagyarmat
- 1989 • Prothesis, Óbudai Pincegaléria, Budapest • József Attila Művelődési Ház, Makó
- 1990 • Stúdió Galéria, Budapest
- 1992 • Homogramok, a Szabadművelődés Háza, Székesfehérvár • Másvilágkép [Samu Gézával és Tóth Menyhérttel], Palme Ház, Budapest • Imagen del otro mundo, Expo '92 (Samu Gézával és Tóth Menyhérttel), Sevilla • Monotípiák, Magyar Intézet, Helsinki • No Limits, Taidemuseo (Mika Kavastóval és Szurcsik Józseffel), Rauma (Finnország) • Levél - Gallery by Night (Abody Ritával és Wéber Imrével), Stúdió Galéria, Budapest
- 1993 • Homo Humusz (Szemethy Imrével), Vízivárosi Galéria, Budapest • Miskolci Galéria, Miskolc (Kopasz Tamással és Szurcsik Józseffel) • Hongkong (Szurcsik Józseffel), Mű-Terem • Szombathelyi Képtár, Szombathely • Oraculo - Gallery by Night (Kopasz Tamással és Szurcsik Józseffel) Stúdió Galéria, Budapest • Ungari Graafikanaitus [Szurcsik Józseffel], Mustpeade Maja G., Tallinn
- 1994 • Gallery by Night (Rácmolnár Sándorral), Stúdió Galéria, Budapest • Pécsi Galéria, Pécs (Kopasz Tamással, Szurcsik Józseffel) • Hommage à Henri Michaux, Stúdió 1900 Galéria, Budapest • 370 éve halt meg Jacob Böhme (Kótai Tamással), Óbudai Társaskör Galéria, Budapest
- 1995 • Tohu va bohu, Görög templom, Vác • Játékszín • Homogram, Haus Ungarn, Berlin
- 1996 • Fríz, Merlin Színház • Teremtetlenek, Stúdió 1900 Galéria, Budapest • Macula, Vigadó Galéria, Budapest
- 1997 • Orr, Fórum Galéria, Budapest • Totentanz, Marienkirche, Berlin • Nascente Luna, Galerie Mira Malen, Bécs • Ikon, Művésztelepi Galéria (katalógussal), Szentendre • Újlipótvárosi Klubgaléria, Budapest (Kopasz Tamással és Szurcsik Józseffel) • Ante, Stúdió 1900 Galéria, Budapest (katalógussal) • Figura penetra, Galerie Donauraum, Bécs
- 1998 • Maskara, Városi Képtár, Győr
- 2004 • Álomban létező, (Fővárosi Képtár) Kiscelli Múzeum, Budapest
- 2005 • Álomban létező II., Godot Galéria, Budapest • Fejek, Pécsi Galéria, Pécs
- 2010 • Vésett arcok, Aulich Art Galéria,[3] Budapest
- 2011 • Gaál József Munkácsy-díjas festőművész kiállítása, Munkácsy Mihály Emlékház, Békéscsaba
- 2012 • Phantasma – Transhuman Fetish, Godot Galéria, Budapest
- 2013 • Vetett árnyak, Erlin Klub Galéria, Budapest
- 2014 • Persona fragmenta, Godot Galéria, Budapest
- 2016 • Persona Umbra, Szolnoki Galéria, Szolnok
- 2017 • Bestia, Godot Galéria, Budapest
- 2018 • Vezeklések kora, Műcsarnok, Budapest
- 2019 • Corpus Hystericum, Godot Galéria, Budapest • Maschere Hysteria, Kápolna Galéria, Kecskemét
- 2020 • Trianon heraldikák, Godot Galéria, Budapest
- 2022 • Homo Homicida, Godot Galéria, Budapest • Linea Umbra, MissionArt Galéria, Budapest • Persona Incognita, Országút Galéria, Budapest
- 2023 • Homo Inhumanus, Szolnoki Galéria, Szolnok • Idolum, Tér-Kép Galéria, Budapest

### Csoportos
- 1982-től • Országos Rajzbiennále, Nógrádi Sándor Múzeum, Salgótarján
- 1985 • III. Nemzetközi Rajztriennálé, Nürnberg
- 1985-től • Stúdió-kiállítás, Budapest • Országos Grafikai Biennálé, Miskolci Képtár, Miskolc
- 1987 • Mágikus művek, Budapest Galéria Lajos u., Budapest • Akt, Vajda Lajos Stúdió Galéria, Szentendre
- 1988 • Szaft, Ernst Múzeum, Budapest • Európai Grafikai Biennálé, Baden-Baden • Pest Megyei Tárlat '88, Szentendrei Képtár, Szentendre
- 1989 • Ungerska Pass, Galerie Enkehuset, Stockholm
- 1990 • Budapesti műtermek, Magyar Nemzeti Galéria, Budapest
- 1991 • XIX. Nemzetközi Grafikai Biennálé, Ljubljana • Emblematikus törekvések I., Budapest Galéria Lajos u., Budapest
- 1992 • Kolombusz tojása, Palme Ház, Budapest
- 1994 • 80-as évek - képzőművészet, Ernst Múzeum, Budapest
- 1994-1995 • A Makói Grafikai Művésztelep retrospektív kiállítása, Szegedi Képtár • Pécsi Galéria, Pécs • Miskolci Galéria, Miskolc • Magyar Képzőművészeti Főiskola, Budapest • Olaj/Vászon, Műcsarnok, Budapest
- 2009 • Tóth Menyhért és egy ötösfogat, Szűcs Tamás gyűjteménye, Francia Intézet, Budapest
- 2010 • Kommentárok a lényeghez, BumBum, Budapest
- 2011 • Pentamorph - A Morph csoport kiállítása, Művésztelepi Galéria (Ferenczy Múzeum) - Szentendre

## Művei közgyűjteményekben (válogatás)
- Déri Múzeum, Debrecen
- Ferenczy Múzeum, Szentendre
- Herman Ottó Múzeum, Miskolc
- József Attila Múzeum, Makó
- Janus Pannonius Múzeum Modern Magyar Képtár, Pécs
- Kortárs Magyar Galéria, Dunaszerdahely, Szlovákia
- Magyar Nemzeti Galéria, Budapest
- Nógrádi Múzeum, Salgótarján
- Paksi Képtár, Paks
- Petőfi Irodalmi Múzeum, Budapest
- Szombathelyi Képtár, Szombathely
- Tragor Ignác Múzeum, Vác
- Xántus János Múzeum, Győr.

## Díjak, elismerések
- 1984: a Magyar Képzőművészeti Főiskola Herman Lipót Alapítványának díja;
- 1985: a XIII. Országos Grafikai Biennálé Kondor-emlékérme;
- 1987-1989: Derkovits Gyula képzőművészeti ösztöndíj;
- 1989: Kassák-ösztöndíj;
- 1991: a Barcsay Alapítvány díja; Munkácsy Mihály-díj; a XVI. Országos Grafikai Biennále nagydíja; római ösztöndíj;
- 1994: a VII. Országos Rajzbiennálén Borsod-Abaúj-Zemplén Megye Önkormányzata díja;
- 1996: a VIII. Országos Rajzbiennále Csohány-díja.
- 2006: Palládium díj
- 2010: Supka Magdolna-díj
- 2024: A Magyar Érdemrend lovagkeresztje[4]

## Kötetek
- Summa; Arcus Galéria, Vác, 2000
- Brittig Vera–Gaál József: Hagyomány és átváltozás. Jávai wayang bábok és Gaál József kortárs alkotásai; Iparművészeti Múzeum, Bp., 2013
- Mersits Piroska; szerk. Heller Tamás; EX-BB, Bp., 2015